# 자기확언
자기확언(self-affirmation)은 사람이 자신의 자아개념(self-concept)에 위협을 가하는 정보나 경험에 적응하는 방식에 주목하는 심리학 이론이다. 원래 1980년대 후반에 클라우드 스틸(Claude Steele)이 자기확언을 대중화하였고 사회심리학 연구에 분야에서 깊이 연구된 이론으로 남아 있다.
자기확언 이론은 사람이 자기감(sense of self)에 반대되거나 이를 위협하는 정보를 접하였을 때 자기와 사적으로 관련된 가치를 되돌아보면, 고통을 덜 겪고 방어적으로 반응할 가능성이 높다고 주장한다.
저기확언 이론의 실험적 연구는 자기확언이 위협이나 스트레스를 다루는데 도움을 줄 수 있고 학업과 건강을 상승시키고 방어적 태도를 줄이는데 도움된다고 주장한다.

## 개요
자기확언 이론의 4가지 주요 원칙은 다음과 같다.

### 사람은 자기완정성을 보호하려 한다.
자기확언 이론애서는 사람은 자기완정성(self-integrity)을 지키고자 움직인다고 말한다. 자기확언 이론에 의하면, 자기완정성이란 문화적 사회적 규범에 일치하는 방식으로 행동하는 착하고 도덕적인 사람으로서 자기를 인지하는 자기 개념이다. 스틸은 자기가 역할(role), 가치(value), 신념체계(belief system)라는 영역으로 구성된다고 주장하였다. 역할이란, 부모, 친구, 학생, 전문가와 같이 사람이 지는 책임(responsibility)을 포함한다. 가치란, 건강하게 살기나 타인을 존중하기와 같이, 사람이 바라며 살아가고자 하는 염원(aspiration)을 말한다. 신념체계란, 종교적 믿음이나 정치적 신념과 같이 사람이 자신의 생각이나 믿음의 근원을 두는 이념(ideology)을 포함한다. 자기완정성은 많은 형태를 띨 수 있다. 예를 들어, 자기완정성은 독립적으로 되기, 지성을 갖추기, 한 사회의 유익한 구성원 되기, 가족의 일부가 되기, 한 집단의 일부가 되기와 같은 식일 수 있다. 자기완정성에 가해지는 위협이란, 한 사람이 사적 영역에서 좋지 못하다거나 부적절하다는 암시를 주는 사건이나 메시지이다. 자기확언 이론은 이러한 영역 가운대 하나에 가해지는 위협을 직면하였을 때, 사람은 자신에 대한 전반적인 이미지를 긍정적으로 유지하려는 동기가 생긴다.

### 자기감 보호 욕망은 방어적일 수 있다.
자기확언 이론에서는 사람이 자기감을 위협하는 정보에 직면하였을 때, 이 정보에 대한 반응은 자연스럽게 방어적일 수도 있다고 주장한다. 방어반응(defensive reaction)은 자기감을 지키고자 위협을 축소하려 할 것이다. 방어반응의 예로는 부인(denial), 위협 회피, 사건의 위협성을 줄이기 위한 사건에 대한 평가 바꾸기가 있다.

### 자기완정성은 유연하다.
자기확언 이론에서는 '나는 좋은 부모다'와 같이 단독의 자아개념(self-concept)을 갖는 것보다는, '나는 좋은 부모이자 자식이자 노동자이다'와 같이 다양한 역할을 사용하여 자기가 누구인지를 유연하게 정의한다고 가정한다. 유연한 자기감을 갖는 것을 통하여, 사란은 한 영역에서의 약함을 다른 영역에서의 강함을 강조하는 방식으로 상쇄할 수 있다. 다시 말해 한 영역에서 위협을 인지하면, 다른 영역에서의 가치를 지지함으로써 위협을 수용할 수 있는 것이다. 자기확언은 많은 자원으로부터 올 수 있다. 유연한 자아개념을 갖음으로써 사람은 위협을 직면한 상태에서 적응할 수 있다.

### 가치를 증진하는 행동은 위협을 줄일 수 있다.
저기확언 이론에서는 개인의 정체성에 있어 중심이 되는 가치, 신념, 역할을 증진하는 활동에 참여하는 것은 자기완정성을 증진할 수 있다고 말한다. 가치를 증진시키는 것은 개인에게 확신을 심어주고 지지하며 위협으로 인식하는 것을 줄여줄 수 있다. 위협에 직면하였을 때 이런 행동을 하는 것은, 사람이 자신과 자신의 삶을 정의하는 넓고 원칙적인 가치들을 상기시키는 역할을 한다. 이런 관점의 변화는 자기의 여러 영역 중 하나에서 발생한 위협에 집중된 관심을 자신이 누구인지라는 더 큰 맥락으로 옮긴다. 사람이 보다 큰 시야를 가지고 움직이면 위협에 대하여 방어적으로 반응하는 정도가 줄어들며, 이로 인하여 사람은 보다 효과적으로 행동할 수 있다. 개인의 가치, 신념, 역할을 되돌아보는 것은 물론, 가족과 함께하기와 같은 개인의 가치를 일깨우는 행동을 하는 것을 통해서 자기확언은 발생할 수 있다.
종핮하면, 네 가지 원칙은 자아개념을 위협하는 정보에 직면할 때, 사람은 고통을 경험하고 그 다음에는 자기방어적으로 된다는 것을 시사한다. 위협적인 정보를 자기와의 관련성이 더 높고 한층 더 가치 있는 것으로 바라볼 수 있게 한다는 점에서, 실제로 이는 확언이라는 것이다. 그러나 방어반응은 문제해결 전략을 사용하거나 건강하지 못한 행동을 바꾸는 것처럼 문제를 해결하는 적응적 방식을 저해할 수 있다. 위협과 상관 없이 중요한 가치를 단언하고 확언하는 것은 삶의 더 큰 맥락으로 관점을 전환하는 것에 유익하다. 넓은 관점을 갖는 것은 인식하는 위협을 줄여주고, 행동의 방어성을 줄여주며, 행동의 유효성을 늘릴 수 있다.

## 자기확언 이론 연구 패러다임
여러 실험실 실험에서 자기확언이 개인의 웰빙에 주는 영향을 조사하기 위하여, 참가자들에게 자기확언을 유도하였다. 실험 연구에서 참가자들에게 자기확언을 하는데 사용한 두 주요 방법은 다음과 같다.

### 가치관 에세이(Values essay)
자기확언을 유도하기 위한 가장 흔한 방식은 참가자에게 개인이 중시하는 가치를 기록하라고 하는 것이다. 이를 위해, 참가자들은 자신에게 가장 중요한 가치에서 가장 덜 중요한 가치까지의 순위를 세워 목록을 작성하였다. 목록에 있는 가치영역은 미적 가치(aesthetic value), 사회적 가치(social value), 정치적 가치(political value), 종교적 가치(religious value), 경제적 가치(economic value), 이론적 가치(theoretical value)이다. 이후 참가자들은 자신이 가장 중요하다고 순위를 매긴 가치와 그것이 얼마나 자신에게 의미가 있는지를 5분 동안 작성한다.

### 가치관 목록(Values list)
올포트-버논-린지 가치 척도(Allport-Vernon-Lindzey Values Scale)는 실험실에서 참가자가 자기확언을 유도하도록 설계된 또 다른 측정법이다. 참가자들은 하나의 가치에 관한 하나의 진술을 읽은 후에 두 대답 중 하나를 선택한다. 종교 척도 항목을 예로 들면 다음과 같다. "인간에게 더 중요한 연구는 (a) 수학 (b) 신학(The more important study for mankind is (a) mathematics (b) theology)" 이는 연구자가 자신의 개인적 이익과 가치의 소재를 볼 수 있게 한다. 자신이 중요하다고 생각하는 하나의 가치 영역에 관한 여러 질문을 답하는 것은 그 가치를 더욱 자신에게 주요하게 만들고 자기확언을 낳게 된다. 올포트-버논-린지 가치 척도에는 종교(religion), 이론(theoretical), 미학(aesthetic), 정치(political), 사회(social), 경제(economic)의 6가지 가치 영역이 있다.

## 경험적 지지
현존하는 경험적 연구는 자기확언이 개인의 스트레스 반응은 물론 위협에 대한 방어성(defensiveness)을 줄이는데 유익할 수 있다고 말한다.

### 스트레스에 대한 완충
스트레스 반응에 대한 자기확언의 효과를 조사한 한 연구에서, 학부생 참가자들은 참가자의 스트레스를 유도하는데 사용하는 표준화 실험실 패러다임인 트라이어 사회 스트레스 테스트(Trier social stress test)를 완수했다. 트라이어 사회 스트레스 과업에서, 참가자들은 어떤 커멘트나 긍정적 피드백도 참가자에게 주지 않는 심사 패널 앞에서 짧은 연설을 하도록 요청받았다. 연설 후 참가자들은 암산 과업을 해야 했다. 이들은 2083부터 13씩 줄여가며 암산을 하고, 그동안 심사위원들은 빨리 하라고 재촉한다. 트라이어 사회 스트레스 테스트 완수 이전에, 참가자 절반은 다양한 가치관 목록 자기확언 과업을 수행하였다. 가치관 목록 작성을 완료한 참가자들은 대조군보다 스트레스 반응이 현저히 낮아졌으며, 자기확언 조건을 수행하지 않은 참가자들에 비하여 자기확언을 수행한 참가자의 코르티솔(cortisol) 반응이 더 낮아졌다.
다른 실험에서, 학부생들은 평가자 앞에서 어려운 문제 해결 퍼즐을 완수하였다. 또한 참가자들은 지난 몇 달 동안 얼마나 많은 만성 스트레스를 견뎠는지 보고하였다. 퍼즐 완수 이전에, 참가자 절반은 가치관 에세이 자기확언 과업을 완수하였다. 자기확언 과업을 완수하지 않은 참가자들 가운데, 낮은 스트레스 참가자들은 높은 스트레스 참가자보다 훨씬 더 잘 수행하였다. 자기확언 조건에 처한 참가자들 가운데, 높은 스트레스 참가자들도 낮은 스트레스 참가자들만큼 임무를 수행하였다. 연구 성과를 통해 문제 해결 수행에 있어 스트레스가 주는 부정적 영향에 자기확언은 완충적 역할을 수행한다는 것이 밝혀졌다.
다른 실험에서 학부생들은 중간고사 완료 2주 전에 연구 참여에 모집되었다. 모든 참가자들은 중간고사 2주 전 (기준선) 24시간 동안 소변 샘플을 모았고, 중간고사 전에 24시간 동안 소변 샘플도 모았으며, 이를 통해 이들의 카테콜아민(catecholamine) 수치를 측정할 수 있었다. 스트레스가 높을 때 카테콜아민 수치가 높아지는 것으로 보였다. 참가자 절반은 중간고사를 2주 앞두고 2개의 가치관 에세이 작성을 수행하였다. 자기확언 조건을 수행하지 않은 참가자들은 기준선에서 중간고사까지의 카테콜아민 반응이 높아졌다. 그러나 두 가치관 에세이 과업을 수행한 참가자들은 기준선에서 중간고사까지의 카테콜아민 수치가 증가함을 보이지 않았다.
예비 연구 결과는 자기확언이 스트레스의 부정적 결과를 막을 수 있다는 것을 보여준다. '어떻게' 자기확언이 스트레스 반응을 줄여주는지 알기 의해서는 더 많은 연구가 필요하다.

### 방어성 경감
연구 결과는 자기완정성을 지지하는 행동을 할 때, 사람은 덜 방어적이고 잠재적으로 위협하는 정보의 수용은 더 하게 된다는 생각을 지지하는 근거를 제공한다. 그러나 '왜' 사람들이 확언 과업을 수행한 후에 더 마음이 열리는지를 더 잘 이해하는 데에는 추후 연구가 필요하다.

## 적용

### 교육
여러 연구를 통해 학교 환경에서 일상의 다양한 위협을 마주하는 흑인계 미국인이나 중남미계 미국인 학생 등 역사적으로 소외받은 집단 출신들의 학업 성취도에 작확런이 끼친 효과가 있다는 것이 검토되었다. 7학년 학생들은 한 2년 연구에 참여하였다. 학생 절반에게는 두 학년 동안 약 7-8번에 걸쳐 가장 중요한 자신의 가치에 관한 가치관 에세이를 작성하였다. 반면 나머지 절반의 학생들은 자신의 가장 중요성이 덜한 가치가 왜 타인에게는 가치있는가에 관한 에세이를 작성하였다. 연구는 학생들의 성적을 3년 동안 추적하였다. 자기확언 상태의 소수민족 학생은 왜 자신의 가장 덜 중요한 가치가 타인에게 중요한지에 관한 내용을 쓴 소수민족 학생의 성적보다 더 높은 평균 점수를 받았다. 백인 학생에게는 자기확언의 효과가 없었다. 연구는 학교에서 일상의 반복되는 스트레스 유발자(stressor)를 마주하는 학생들에게 있어 자기확언은 학교 성적의 악화를 완충한다는 것을 시사한다.
마찬가지로 가치를 확언하는 것은 사회경제적으로 낮은 지위에 처한 대학생과 물리학입문 과정에 들어간 여성에게 성취 간격(achievement gap)을 줄여주었다. 이는 자기확언이 가장 많은 위협에 직면한 집단의 학업 성취에 완충 효과를 가질 수 있다는 것을 시사한다.

### 건강
자신의 체중을 걱정하는 여성들이 한 연구에 지원하였다. 체중에 대한 걱정은 심리적 고통, 식사 부실, 체중 증가를 일으킨다는 점에서 스트레스와 효과를 가지고 있다. 여성들 절반은 가치관 에세이를 작성하였다. 자기확언 참가자들은 체중 감량이 더 컸고 체질량 지수(body mass index, BMI)가 낮았으며, 확언하지 않은 여성보다 허리둘레가 적었다.

신장 질환 말기 환자들은 인산염(phosphate) 수치 통제를 수월하게 하는 인산염 결합제(phosphate binder)에 대한 접착에 대한 자기확언 효과를 평가하는 연구에 참여하였다. 인산염 통제가 약한 경우는 위험하고 삶을 위협할 수 있다. 자기확언을 하지 않은 집단보다 자기확언을 한 집단의 혈청 인산염(serum phosphate) 수치가 유의미하게 향상되었으며, 이는 인산염 접착제에 더 잘 붙었다는 것을 시사한다.

## 자기확언 효과에 영향을 주는 요소

### 문화
개인주의 문화(individualist culture)와 집단주의 문화(collectivist culture)는 내집단(in-group)에 속하는 것에 다양한 수준의 중요성을 두며, 이는 자기확언의 효과를 다양하게 한다고 생각된다. 한 연구에서는 인지부조화(cognitive dissonance) 경감에 대한 자기확언의 효과를 조사하였다. 이러한 연구는 개인주의 문화에서의 자기확언 참가자들은 인지부조화 경감을 보이는 반면, 집단주의 문화에서의 자기확언 참가자들은 인지부조화 경감을 경험하지 않는다. 다른 연구에서는 참가자 가족에게 중요한 가치보다 참가자 자신에게 중요한 가치에 관한 가치관 에세이 작성의 영향이 개인주의 배경 출신 사람과 집단주의 배경 출신 사람에게 끼치는 것을 조사하였다. 연구 수행자들은 자신과 자신의 가족에게 중요한 가치를 작성한 집단주의 문화권 출신 참가자들에게 인지부조화를 경감시켰으며, 자신에게만 중요한 가치를 작성한 개인주의 문화권 출신 참가자들에게는 인지부조화를 경감하는 사실을 밝혔다.

### 위협받는 영역의 중요성
개인에게 중요한 한 영역에 위협이 발생하였다고 인지하였을 때 자기확언의 이익이 주로 발생한다고 본다. 예를 들어, 카페인 소비와 유방암 위험 증가에 관한 글을 커피 음용자가 읽는 위의 실험에서, 자기확언은 커피를 자주 마시는 음용자의 방어성만을 경감시켰을 뿐, 일반적인 커피 음용자에게는 그렇지 않았다. 카페인 소비 위험성에 관한 글은 커피를 자주 마시는 음용자에 비하여 일반적으로 커피를 마시는 음용자에게 같은 위협을 가하지 않기 때문에, 자기확언은 일반적으로 커피를 마시는 음용자에게 같은 이익을 제공하지는 않을 가능성이 있다. 따라서 한 사람의 자기완정성에 대한 위협 영역의 중요성은 자기확언의 효과에 영향을 끼친다고 여겨진다.

## 자기확언 효과의 기저를 이루는 요소들
자기확언이 스트레스를 완화하고 방어성을 경감하는 방식의 기본 기제는 연구에서 아직 밝혀지지 않았다. 그러나 자기확언 효과에 응하는 요소는 하나가 아니라 여러 가지라고 보인다. 현재까지, 긍정적인 감정과 자존감의 증대는 자기확언의 기제로 조사되었지만 연구 결과는 혼재되어 있다. 일부 연구는 긍정적 기분(positive mood)은 자기확언만큼 방어성 경감 효과를 가져온다고 발견하였다. 반대로 몇몇 연구는 자기확언이 기분에 끼치는 영향을 찾지 못하였는데, 이는 자기확언이 긍정적 기분의 증가를 통하여 작동하지는 않는다는 것을 말한다. 마찬가지로, 자기확언이 자존감에 끼치는 영향의 결과 역시 혼재되어 있다. 일부 연구는 자기확언 후의 자존감 증가가 발생함을 관찰하였지만, 다른 연구는 자존감에 끼치는 효과를 발견하지 못하였다. '어떻게' 자기확언이 개인에게 이로움을 줄 수 있는지 이해하는 데에는 더 많은 연구가 필요하다.

## 같이 보기
- Comparative suffering
- MBSR
- 마음챙김
- 반추
- 자기
- 자기괴리
- 자기동정
- 자기반성
- 자기비난
- 자기비하
- 자기수용
- 자기애
- 자기연민
- 자기용서
- 자기존중
- 자기지향성
- 자기참조
- 자기혐오
- 자의식
- 자아개념
- 자아상